# Letnie Grand Prix w skokach narciarskich 2000
Letnie Grand Prix w skokach narciarskich 2000 – 7. edycja Letniego Grand Prix, która rozpoczęła się 5 sierpnia 2000 roku w Hinterzarten, a zakończyła 3 września 2000 w Sapporo. Rozegrano 9 konkursów - 8 indywidualnych oraz 1 drużynowy.

## Zwycięzcy

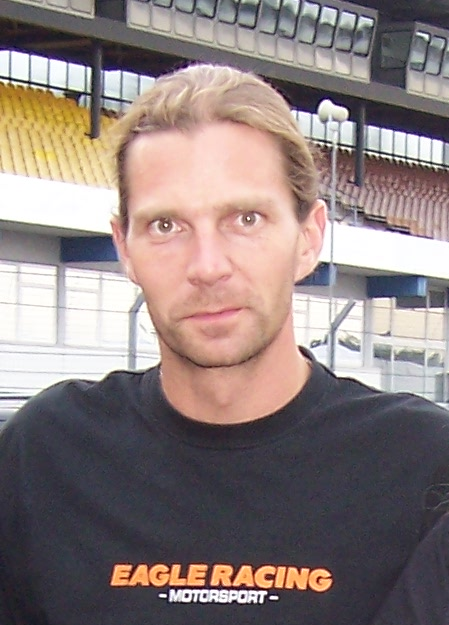
Janne Ahonen, zwycięzca Letniego Grand Prix 2000
Reprezentacja Finlandii, zdobywcy Pucharu Narodów

## Kalendarz i wyniki
| Lp.                                           | Data                                          | Miejscowość                                   | Punkt K                                       | Uwagi                                         | 1. miejsce                                                                      | 2. miejsce                                                                           | 3. miejsce                                                                     |
| --------------------------------------------- | --------------------------------------------- | --------------------------------------------- | --------------------------------------------- | --------------------------------------------- | ------------------------------------------------------------------------------- | ------------------------------------------------------------------------------------ | ------------------------------------------------------------------------------ |
| 1.                                            | 5 sierpnia 2000                               | Hinterzarten                                  | K-95                                          | druż.                                         | Finlandia 1. Janne Ahonen 2. Risto Jussilainen 3. Ville Kantee 4. Jani Soininen | Japonia 1. Kazuya Yoshioka 2. Kazuyoshi Funaki 3. Hideharu Miyahira 4. Noriaki Kasai | Niemcy 1. Sven Hannawald 2. Michael Uhrmann 3. Frank Löffler 4. Martin Schmitt |
| 2.                                            | 6 sierpnia 2000                               | Hinterzarten                                  | K-95                                          | –                                             | Andreas Widhölzl                                                                | Martin Höllwarth                                                                     | Noriaki Kasai                                                                  |
| 3.                                            | 9 sierpnia 2000                               | Kuopio                                        | K-120                                         | –                                             | Janne Ahonen                                                                    | Noriaki Kasai                                                                        | Matti Hautamäki                                                                |
| 4.                                            | 12 sierpnia 2000                              | Villach                                       | K-90                                          | –                                             | Janne Ahonen                                                                    | Matti Hautamäki                                                                      | Hideharu Miyahira                                                              |
| 5.                                            | 14 sierpnia 2000                              | Courchevel                                    | K-120                                         | –                                             | Hideharu Miyahira Janne Ahonen                                                  | —                                                                                    | Martin Schmitt                                                                 |
| 6.                                            | 26 sierpnia 2000                              | Hakuba                                        | K-120                                         | –                                             | Matti Hautamäki                                                                 | Janne Ahonen                                                                         | Noriaki Kasai                                                                  |
| 7.                                            | 27 sierpnia 2000                              | Hakuba                                        | K-120                                         | –                                             | Janne Ahonen                                                                    | Risto Jussilainen                                                                    | Matti Hautamäki                                                                |
| —                                             | 30 sierpnia 2000                              | Muju                                          | K-120                                         | [ a ]                                         | odwołany                                                                        | odwołany                                                                             | odwołany                                                                       |
| 8.                                            | 2 września 2000                               | Sapporo                                       | K-120                                         | –                                             | Hideharu Miyahira                                                               | Janne Ahonen                                                                         | Kazuyoshi Funaki                                                               |
| 9.                                            | 3 września 2000                               | Sapporo                                       | K-120                                         | –                                             | Janne Ahonen                                                                    | Henning Stensrud                                                                     | Lasse Ottesen                                                                  |
| Letnie Grand Prix 2000 – klasyfikacja końcowa | Letnie Grand Prix 2000 – klasyfikacja końcowa | Letnie Grand Prix 2000 – klasyfikacja końcowa | Letnie Grand Prix 2000 – klasyfikacja końcowa | Letnie Grand Prix 2000 – klasyfikacja końcowa | Janne Ahonen                                                                    | Matti Hautamäki                                                                      | Hideharu Miyahira                                                              |

## Klasyfikacje

### Klasyfikacja indywidualna
Stan po zakończeniu LGP 2000.
| Miejsce | Zawodnik           | Punkty |
| ------- | ------------------ | ------ |
| 1       | Janne Ahonen       | 705    |
| 2       | Matti Hautamäki    | 480    |
| 3       | Hideharu Miyahira  | 438    |
| 4       | Noriaki Kasai      | 285    |
| 5       | Risto Jussilainen  | 264    |
| 6       | Kazuyoshi Funaki   | 253    |
| 7       | Andreas Widhölzl   | 245    |
| 8       | Tommy Ingebrigtsen | 226    |
| 9       | Henning Stensrud   | 219    |
| 10      | Frank Löffler      | 191    |
| ...     |                    |        |

### Klasyfikacja drużynowa
Stan po zakończeniu LGP 2000
| Miejsce | Reprezentacja     | Punkty |
| ------- | ----------------- | ------ |
| 1.      | Finlandia         | 1825   |
| 2.      | Japonia           | 1208   |
| 3.      | Norwegia          | 983    |
| 4.      | Austria           | 921    |
| 5.      | Niemcy            | 879    |
| 6.      | Słowenia          | 225    |
| 7.      | Rosja             | 179    |
| 8.      | Polska            | 113    |
| 9.      | Czechy            | 82     |
| 10.     | Szwecja           | 56     |
| 11.     | Francja           | 33     |
| 12.     | Szwajcaria        | 12     |
| 13.     | Kazachstan        | 9      |
| 14.     | Stany Zjednoczone | 7      |
| 15.     | Korea Południowa  | 1      |